# Exascale computing
Exascale computing или (Эксафлопсный суперкомпьютер, эксамасштаб, эксаскейл) — термин, обозначающий суперкомпьютеры с производительностью порядка одного эксафлопса (exaFLOPS), и инициативы XXI века по их созданию. Такая производительность в тысячу раз выше, чем у систем петафлопсного класса, появившихся в 2008 году. Один эксафлопс равен тысяче петафлопс, миллиарду миллиардов (1018) операций над числами с плавающей точкой в секунду (обычно учитываются операции над числами в 64-битном формате IEEE 754).
Эксафлопсный уровень производительности суперкомпьютеров был достигнут в 2022 году. Первый в мире эксафлопсный суперкомпьютер и наиболее производительный в мире суперкомпьютер Frontier имеет заявленную производительность в 1,102 эксафлопс, а пиковую — 1,686 эксафлопс при среднем энергопотреблении порядка 21,1 МВт..
Построение эксафлопсных систем стало важным достижением компьютерной инженерии.

## История
Инициатива поддержана двумя правительственными агентствами США — Министерством энергетики США и Национальным управлением по ядерной безопасности (National Nuclear Security Administration). Технологии, полученные в данной инициативе, пригодились бы в различных вычислительно-интенсивных исследовательских областях, включая фундаментальные науки, инженерные науки, науки о Земле, биологию, науки о материалах, энергетике, и национальной безопасности.
В 2012 году США выделили 126 млн $ на программу по созданию эксафлопсных систем. В 2014 году представитель офиса ASCR (англ. Advanced Scientific Computing Research) минэнерго США оценил, что эксафлопсный суперкомпьютер может быть создан к 2023 году.
В Европейском союзе действует три проекта по развитию аппаратных и программных технологий для эксафлопсных суперкомпьютеров:
- CRESTA (Collaborative Research into Exascale Systemware, Tools and Applications),[10]
- DEEP (Dynamical ExaScale Entry Platform),[11]
- Mont-Blanc.[12]

Различные авторы прогнозировали в конце 2000-х годов возможное построение эксафлопсных систем не ранее чем в 2018—2020 годах. 
В Японии институт RIKEN (Advanced Institute for Computational Science) планировал при участии Fujitsu создание системы эксафлопсного уровня к 2020—2021 годам с энергопотреблением не выше 30 МВт.
В 2014 году наблюдение за стагнацией суперкомпьютерной отрасли и рейтинга Top500 суперкомпьютеров мира привело некоторых журналистов к сомнениям в реализуемости эксафлопсных программ к 2020 году.
В декабре 2014 года разведывательное агентство США IARPA объявило о предоставлении многолетнего финансирования IBM, Raytheon BBN и Northrop Grumman по программе «Cryogenic Computer Complexity» («Криогенные компьютерные структуры»), которая предполагает развитие технологий построения суперкомпьютеров, использующих сверхпроводниковые логические элементы, с потенциальным выходом на уровень эксафлопса.
О планах также заявлял Китай.
К 2021 году корпорации Intel и Cray планировали создать первую в США экзафлопсную систему под названием Aurora для Аргоннской национальной лаборатории Министерства энергетики США.

## Проблемы и задачи
Для создания эксафлопсных систем требуется решить множество задач как со стороны программного обеспечения (создать программы, эффективно исполняющиеся на миллионах ядер), так и со стороны аппаратного обеспечения. Например, обычная компьютерная память, разрабатывавшаяся к 2014 году могла бы потреблять от единиц до десятков мегаватт на каждые 100 ПБ/с суммарной пропускной способности.
Для эффективного программирования приложений на суперкомпьютерах эксафлопсного уровня (с сотнями тысяч потоков управления, использующих миллионы вычислительных ядер, {\displaystyle 10^{18}}  операций с плавающей запятой в секунду) силами специалистов IBM Research создан язык программирования Х10. Язык объектно-ориентированный, со статической типизацией, с поддержкой на уровне языка параллелизма на основе задач, привязки вычислительных задач (activities) к вычислительным ядрам (places), барьерной синхронизации задач (clocks), поддержкой параллельных циклов, с поддержкой распределенных по вычислительным узлам многомерных массивов и структурных типов, асинхронного разделенного глобального адресного пространства (программист обращается к элементам распределенного в оперативной памяти различных вычислительных узлов массива так, как будто массив размещен в оперативной памяти единого компьютера, компилятор сам организует сериализацию, десериализацию и передачу данных между вычислительными узлами, обеспечивает атомарность операций обращения к данным). Код на X10 может компилироваться в код на Java (режим Managed X10) или C++ (режим Native X10), что позволяет как создавать приложения для суперкомпьютеров, так и использовать язык программирования X10 при желании вне области высокопроизводительных вычислений для разработки многопоточных приложений для персональных компьютеров.

## Достижения в 2020 году
По данным сайта «Топ 500»:

Тем не менее, было несколько заметных изменений в топ-10, включая две новые системы, а также новую отметку highwater, установленную топ-рейтингом Суперкомпьютер Фугаку. Благодаря дополнительному оборудованию fugaku увеличила свою производительность HPL до 442 петафлопс, что является скромным увеличением по сравнению с 416 петафлопсами, достигнутыми системой, когда она дебютировала в июне 2020 года. Что еще более важно, Fugaku увеличила свою производительность на новом тесте mixed precision HPC-AI benchmark до 2,0 exaflops, превзойдя свою отметку 1,4 exaflops, зафиксированную шесть месяцев назад. Они представляют собой первые эталонные измерения выше одного exaflop для любой точности на любом типе оборудования.
— Данные сайта top500.org -  56-й выпуск TOP500 от 16 ноября 2020 года